# Flogging Molly
Flogging Molly és un grup de rock celta instal·lat a Los Angeles, Califòrnia. El grup està conformat per 7 membres, liderat per en Dave King. Tenen el seu propi segell discogràfic, Borstal Beat Records.

## Formació

### Actual
- Dave King - veu, guitarra, bodhrán, banjo i culleres
- Bridget Regan - violí, whistle, gaita i veu
- Dennis Casey - guitarra i veu
- Matt Hensley - acordió i concertina
- Nathen Maxwell - baix, guitarra i veu
- Spencer Swain - mandolina, banjo, guitarra, veu
- Mike Alonso - bateria, percussió

### Antic
- Bob Schmidt - mandolina i banjo
- George Schwindt - bateria i percussió

## Discografia

### Àlbums d'estudi
- 2000: Swagger
- 2002: Drunken Lullabies
- 2004: Within a Mile of Home
- 2008: Float
- 2011: Speed of Darkness
- 2017: Life is Good
- 2022: Anthem

### Compilacions i directes
- 1997: Alive Behind the Green Door
- 2006: Whiskey on a Sunday
- 2007: Complete Control Sessions
- 2008: Warped Tour 2008 Tour Compilation

### Singles
- 2000: "Salty Dog"(7")
  - B-side is "Juan El Sentimental", p
  - B-side is "Man with No Country"
- 2008: "Requiem For a Dying Song" (#35 Hot Modern Rock Tracks)